# Boliviana de Aviación
Boliviana de Aviación (BoA) is een Boliviaanse luchtvaartmaatschappij met haar thuisbasis in Cochabamba. De luchtvaartmaatschappij nam de taak van flag carrier over van het failliete Lloyd Aéreo Boliviano en in 2014 trad zij toe tot de International Air Transport Association.
BoA heeft een vloot die volledig bestaat uit vliegtuigen van Boeing. De vloot ondergaat een grote uitbreiding door de aankoop van Boeing 767's en het vervangen van Boeing 737's. Met de nieuwe vloot wil de maatschappij ook gaan vliegen op Lima in Peru, Caracas in Venezuela en Asunción in Paraguay.

## Geschiedenis
Boliviana de Aviación is opgericht op 4 oktober 2007 door onder anderen president Evo Morales

## Nationale bestemmingen
Boliviana de Aviación vliegt binnen Bolivia op:
- La Paz
- Cochabamba
- Santa Cruz
- Sucre
- Tarija
- Cobija
- Oruro
- Potosi
- Chimore
- Monteagudo
- Trinidad
- Yacuiba
- Uyuni

Er zijn rechtstreekse vluchten, maar ook wordt vaak Cochabamba als hub gebruikt en moet er een overstap worden gemaakt. 

## Internationale bestemmingen
- Argentinië - Buenos Aires, Salta
- Bolivia - Cobija, Cochabamba, La Paz, Santa Cruz de la Sierra, Sucre, Tarija, Trinidad, Uyuni
- Brazilië - Porto Seguro, São Paulo
- Chili - Santiago
- Colombia - Medellín
- Cuba - Havana
- Ecuador - Quito
- Spanje - Madrid
- Verenigde Staten - Miami

### Toekomstige bestemmingen
- Peru - Arequipa, Lima
- Paraguay - Asunción
- Venezuela - Caracas

## Vloot
De vloot van BoA bestaat uit:(juli 2016)
- 12 Boeing 737-300
- 4 Boeing 737-700
- 2 Boeing 737-800
- 3 Boeing 767-300
- 2 Bombardier CRJ-200